# Campeonato Mundial de Voleibol Masculino de 2025
O Campeonato Mundial de Voleibol Masculino de 2025 será a 21ª edição da principal competição organizada pela Federação Internacional de Voleibol (FIVB) no período de 12 a 28 de setembro.
A partir desta edição, a competição será aumentada de 24 para 32 participantes. o torneio será assim também realizado bienalmente em vez de quadrienalmente.

## Escolha da sede
Cerca de 31 países manifestaram interesse em sediar o torneio. Este número foi reduzido para três candidatos finais: Indonésia, Japão e Filipinas. Em 20 de março de 2024, a FIVB anunciou oficialmente que o torneio será realizado nas Filipinas, em duas cidades Quezon City e Pasay.

## Locais
| Fase preliminar                      | Fase preliminar e final       |
| Smart Araneta Coliseum · Quezon City | SM Mall of Asia Arena · Pasay |
| ------------------------------------ | ----------------------------- |
| Capacidade: 16 035                   | Capacidade: 15 000            |
|                                      |                               |

## Qualificatórias
A fase de qualificação da competição é composta por quatro categorias. O(s) anfitrião(es) garantirão o(s) primeiro(s) lugar(es). A atual campeã mundial, Itália, também se classifica automaticamente. As três melhores equipes de cada um dos últimos Campeonatos Continentais também se classificam. As vagas finais serão alocadas às melhores equipes que ainda não se classificaram de acordo com o Ranking Mundial da FIVB no final da temporada da seleção nacional no ano anterior ao Campeonato Mundial.
| Confederação                    | Seleção               | Classificada como          | Data em que a classificação foi assegurada | Aparições | Aparições consecutivas | Última aparição                   | Melhor resultado anterior   |
| ------------------------------- | --------------------- | -------------------------- | ------------------------------------------ | --------- | ---------------------- | --------------------------------- | --------------------------- |
| AVC (país-sede + 4 vagas)       | Filipinas             | País-sede                  | 20 de março de 2024                        | 0         | 1                      | Estreante                         | Estreante                   |
| AVC (país-sede + 4 vagas)       | Japão                 | Atual campeão asiático     | 26 de agosto de 2023                       | 17        | 3                      | 2022                              | 3º lugar (1970 e 1974)      |
| AVC (país-sede + 4 vagas)       | Irã                   | Vice-campeão asiático      | 26 de agosto de 2023                       | 8         | 6                      | 2022                              | 6° lugar (2014)             |
| AVC (país-sede + 4 vagas)       | Catar                 | 3°colocado asiático        | 26 de agosto de 2023                       | 1         | 2                      | 2022                              | 21º lugar (2022)            |
| AVC (país-sede + 4 vagas)       | Coreia do Sul         | Ranking da FIVB            | 30 de agosto de 2024                       | 9         | 6                      | 2014                              | 4° lugar (1978)             |
| CEV (último campeão + 14 vagas) |                       |                            |                                            |           |                        |                                   |                             |
| Itália                          | Atual campeã          | 11 de setembro de 2022     | 19                                         | 17        | 2022                   | Campeão (1990, 1994, 1998 e 2022) |                             |
| Polônia                         | Atual campeã europeia | 16 de setembro de 2023     | 19                                         | 8         | 2022                   | Campeão (1974, 2014 e 2018)       |                             |
| Eslovênia                       | 3ª colocada europeia  | 16 de setembro de 2023     | 2                                          | 3         | 2022                   | 4º lugar (2022)                   |                             |
| França                          | 4ª colocada europeia  | 16 de setembro de 2023     | 18                                         | 8         | 2022                   | 3º lugar (2002)                   |                             |
| Alemanha                        | Ranking da FIVB       | 30 de agosto de 2024       | 11                                         | 9         | 2022                   | Campeão (1970)                    |                             |
| Sérvia                          | Ranking da FIVB       | 30 de agosto de 2024       | 10                                         | 7         | 2022                   | Vice-campeão (1998)               |                             |
| Países Baixos                   | Ranking da FIVB       | 30 de agosto de 2024       | 12                                         | 11        | 2022                   | Vice-campeão (1994)               |                             |
| Ucrânia                         | Ranking da FIVB       | 30 de agosto de 2024       | 1                                          | 2         | 2022                   | 7º lugar (2022)                   |                             |
| Bélgica                         | Ranking da FIVB       | 30 de agosto de 2024       | 9                                          | 5         | 2018                   | 8º lugar (1970)                   |                             |
| Turquia                         | Ranking da FIVB       | 30 de agosto de 2024       | 4                                          | 1         | 2022                   | 11º lugar (2022)                  |                             |
| Chéquia                         | Ranking da FIVB       | 30 de agosto de 2024       | 16                                         | 16        | 2010                   | Campeão (1956 e 1966)             |                             |
| Bulgária                        | Ranking da FIVB       | 30 de agosto de 2024       | 19                                         | 4         | 2022                   | Vice-campeão (1970)               |                             |
| Portugal                        | Ranking da FIVB       | 30 de agosto de 2024       | 2                                          | 1         | 2002                   | 8º lugar (2002)                   |                             |
| Finlândia                       | Ranking da FIVB       | 30 de agosto de 2024       | 8                                          | 5         | 2018                   | 9º lugar (2014)                   |                             |
| Romênia                         | Ranking da FIVB       | 30 de agosto de 2024       | 10                                         | 4         | 1982                   | Vice-campeão (1956 e 1966)        |                             |
| NORCECA (3 vagas)               | Estados Unidos        | Atual Campeão NORCECA      | 10 de setembro de 2023                     | 18        | 16                     | 2022                              | Campeão (1986)              |
| NORCECA (3 vagas)               | Canadá                | Vice-campeão NORCECA       | 10 de setembro de 2023                     | 12        | 9                      | 2022                              | 7º lugar (2014)             |
| NORCECA (3 vagas)               | Cuba                  | 3ª colocada NORCECA        | 10 de setembro de 2023                     | 17        | 16                     | 2022                              | Vice-campeão (1990 e 2010)  |
| CSV (4 vagas)                   | Argentina             | Atual campeã sul-americana | 30 de agosto de 2023                       | 13        | 12                     | 2022                              | 3º lugar (1982)             |
| CSV (4 vagas)                   | Brasil                | Vice-campeão sul-americano | 30 de agosto de 2023                       | 18        | 18                     | 2022                              | Campeão (2002, 2006 e 2010) |
| CSV (4 vagas)                   | Colômbia              | 3ª colocada sul-americana  | 30 de agosto de 2023                       | 0         | 1                      | Estreante                         | Estreante                   |
| CSV (4 vagas)                   | Chile                 | Ranking da FIVB            | 30 de agosto de 2024                       | 1         | 2                      | 1982                              | 23º lugar (1982)            |
| CAVB (4 vagas)                  | Egito                 | Atual campeão africano     | 13 de setembro de 2023                     | 11        | 8                      | 2022                              | 13º lugar (2010)            |
| CAVB (4 vagas)                  | Argélia               | Vice-campeã africana       | 13 de setembro de 2023                     | 2         | 1                      | 1998                              | 13º lugar (1994)            |
| CAVB (4 vagas)                  | Líbia                 | 3° colocada africana       | 13 de setembro de 2023                     | 1         | 1                      | 1982                              | 24º lugar (1982)            |
| CAVB (4 vagas)                  | Tunísia               | Ranking da FIVB            | 30 de agosto de 2024                       | 11        | 11                     | 2022                              | 15º lugar (2006)            |

## Regulamento

### Composição dos grupos
A cerimônia de sorteio dos grupos foi realizada em Manila, nas Filipinas, no dia 14 de setembro de 2024. As 32 equipes foram distribuídas em 8 grupos de 4 equipes.
| Grupo A   | Grupo B       | Grupo C       | Grupo D        |
| --------- | ------------- | ------------- | -------------- |
| Filipinas | Polônia       | França        | Estados Unidos |
| Irã       | Países Baixos | Argentina     | Cuba           |
| Egito     | Catar         | Finlândia     | Portugal       |
| Tunísia   | Romênia       | Coreia do Sul | Colômbia       |
| Grupo E   | Grupo F       | Grupo G       | Grupo H        |
| Eslovênia | Itália        | Japão         | Brasil         |
| Alemanha  | Ucrânia       | Canadá        | Sérvia         |
| Bulgária  | Bélgica       | Turquia       | Chéquia        |
| Chile     | Argélia       | Líbia         | China          |

### Fórmula de disputa
Fase preliminar
Na Fase preliminar, as 32 equipes foram distribuídas em oito grupos de quatro equipes e jogarão entre si em turno único. As duas primeiras equipes em cada grupo se classificam para a fase final.
Fase final
A fase final será composta pelas 16 melhores equipes da Fase preliminar. Consisti em dezesseis partidas em sistema eliminatório: oito jogos nas oitavas de final, quatro jogos nas quartas de final, duas partidas nas semifinais, a disputa pelo terceiro lugar e pelo título do campeonato.

## Fase preliminar
|  | Classificados para a fase final |

### Grupo A
|     |           |     | Jogos | Jogos | Jogos | Resultados | Resultados | Resultados | Resultados | Resultados | Resultados | Sets | Sets | Sets | Pontos | Pontos | Pontos |
| Pos | Equipe    | Pts | T     | V     | D     | 3–0        | 3–1        | 3–2        | 2–3        | 1–3        | 0–3        | V    | P    | R    | V      | P      | R      |
| --- | --------- | --- | ----- | ----- | ----- | ---------- | ---------- | ---------- | ---------- | ---------- | ---------- | ---- | ---- | ---- | ------ | ------ | ------ |
| 1   | Filipinas | 0   | 0     | 0     | 0     | 0          | 0          | 0          | 0          | 0          | 0          | 0    | 0    | MAX  | 0      | 0      | MAX    |
| 1   | Irã       | 0   | 0     | 0     | 0     | 0          | 0          | 0          | 0          | 0          | 0          | 0    | 0    | MAX  | 0      | 0      | MAX    |
| 1   | Egito     | 0   | 0     | 0     | 0     | 0          | 0          | 0          | 0          | 0          | 0          | 0    | 0    | MAX  | 0      | 0      | MAX    |
| 1   | Tunísia   | 0   | 0     | 0     | 0     | 0          | 0          | 0          | 0          | 0          | 0          | 0    | 0    | MAX  | 0      | 0      | MAX    |

| Data   | Hora  |           | Placar |         | Set 1 | Set 2 | Set 3 | Set 4 | Set 5 | Total | Relatório |
| ------ | ----- | --------- | ------ | ------- | ----- | ----- | ----- | ----- | ----- | ----- | --------- |
| 12 set | 19:00 | Filipinas | –      | Tunísia | –     | –     | –     |       |       | 0–0   | Relatório |
| 14 set | 13:30 | Irã       | –      | Egito   | –     | –     | –     |       |       | 0–0   | Relatório |
| 16 set | 13:30 | Irã       | –      | Tunísia | –     | –     | –     |       |       | 0–0   | Relatório |
| 16 set | 17:30 | Filipinas | –      | Egito   | –     | –     | –     |       |       | 0–0   | Relatório |
| 18 set | 13:30 | Egito     | –      | Tunísia | –     | –     | –     |       |       | 0–0   | Relatório |
| 18 set | 17:30 | Filipinas | –      | Irã     | –     | –     | –     |       |       | 0–0   | Relatório |

### Grupo B
|     |               |     | Jogos | Jogos | Jogos | Resultados | Resultados | Resultados | Resultados | Resultados | Resultados | Sets | Sets | Sets | Pontos | Pontos | Pontos |
| Pos | Equipe        | Pts | T     | V     | D     | 3–0        | 3–1        | 3–2        | 2–3        | 1–3        | 0–3        | V    | P    | R    | V      | P      | R      |
| --- | ------------- | --- | ----- | ----- | ----- | ---------- | ---------- | ---------- | ---------- | ---------- | ---------- | ---- | ---- | ---- | ------ | ------ | ------ |
| 1   | Polônia       | 0   | 0     | 0     | 0     | 0          | 0          | 0          | 0          | 0          | 0          | 0    | 0    | MAX  | 0      | 0      | MAX    |
| 1   | Países Baixos | 0   | 0     | 0     | 0     | 0          | 0          | 0          | 0          | 0          | 0          | 0    | 0    | MAX  | 0      | 0      | MAX    |
| 1   | Catar         | 0   | 0     | 0     | 0     | 0          | 0          | 0          | 0          | 0          | 0          | 0    | 0    | MAX  | 0      | 0      | MAX    |
| 1   | Romênia       | 0   | 0     | 0     | 0     | 0          | 0          | 0          | 0          | 0          | 0          | 0    | 0    | MAX  | 0      | 0      | MAX    |

| Data   | Hora  |               | Placar |               | Set 1 | Set 2 | Set 3 | Set 4 | Set 5 | Total | Relatório |
| ------ | ----- | ------------- | ------ | ------------- | ----- | ----- | ----- | ----- | ----- | ----- | --------- |
| 13 set | 18:00 | Países Baixos | –      | Catar         | –     | –     | –     |       |       | 0–0   | Relatório |
| 13 set | 21:30 | Polônia       | –      | Romênia       | –     | –     | –     |       |       | 0–0   | Relatório |
| 15 set | 18:00 | Países Baixos | –      | Romênia       | –     | –     | –     |       |       | 0–0   | Relatório |
| 15 set | 21:30 | Polônia       | –      | Catar         | –     | –     | –     |       |       | 0–0   | Relatório |
| 17 set | 10:30 | Catar         | –      | Romênia       | –     | –     | –     |       |       | 0–0   | Relatório |
| 17 set | 18:00 | Polônia       | –      | Países Baixos | –     | –     | –     |       |       | 0–0   | Relatório |

### Grupo C
|     |               |     | Jogos | Jogos | Jogos | Resultados | Resultados | Resultados | Resultados | Resultados | Resultados | Sets | Sets | Sets | Pontos | Pontos | Pontos |
| Pos | Equipe        | Pts | T     | V     | D     | 3–0        | 3–1        | 3–2        | 2–3        | 1–3        | 0–3        | V    | P    | R    | V      | P      | R      |
| --- | ------------- | --- | ----- | ----- | ----- | ---------- | ---------- | ---------- | ---------- | ---------- | ---------- | ---- | ---- | ---- | ------ | ------ | ------ |
| 1   | França        | 0   | 0     | 0     | 0     | 0          | 0          | 0          | 0          | 0          | 0          | 0    | 0    | MAX  | 0      | 0      | MAX    |
| 1   | Argentina     | 0   | 0     | 0     | 0     | 0          | 0          | 0          | 0          | 0          | 0          | 0    | 0    | MAX  | 0      | 0      | MAX    |
| 1   | Finlândia     | 0   | 0     | 0     | 0     | 0          | 0          | 0          | 0          | 0          | 0          | 0    | 0    | MAX  | 0      | 0      | MAX    |
| 1   | Coreia do Sul | 0   | 0     | 0     | 0     | 0          | 0          | 0          | 0          | 0          | 0          | 0    | 0    | MAX  | 0      | 0      | MAX    |

| Data   | Hora  |           | Placar |               | Set 1 | Set 2 | Set 3 | Set 4 | Set 5 | Total | Relatório |
| ------ | ----- | --------- | ------ | ------------- | ----- | ----- | ----- | ----- | ----- | ----- | --------- |
| 14 set | 10:30 | Argentina | –      | Finlândia     | –     | –     | –     |       |       | 0–0   | Relatório |
| 14 set | 18:00 | França    | –      | Coreia do Sul | –     | –     | –     |       |       | 0–0   | Relatório |
| 16 set | 10:30 | Argentina | –      | Coreia do Sul | –     | –     | –     |       |       | 0–0   | Relatório |
| 16 set | 18:00 | França    | –      | Finlândia     | –     | –     | –     |       |       | 0–0   | Relatório |
| 18 set | 10:30 | Finlândia | –      | Coreia do Sul | –     | –     | –     |       |       | 0–0   | Relatório |
| 18 set | 18:00 | França    | –      | Argentina     | –     | –     | –     |       |       | 0–0   | Relatório |

### Grupo D
|     |                |     | Jogos | Jogos | Jogos | Resultados | Resultados | Resultados | Resultados | Resultados | Resultados | Sets | Sets | Sets | Pontos | Pontos | Pontos |
| Pos | Equipe         | Pts | T     | V     | D     | 3–0        | 3–1        | 3–2        | 2–3        | 1–3        | 0–3        | V    | P    | R    | V      | P      | R      |
| --- | -------------- | --- | ----- | ----- | ----- | ---------- | ---------- | ---------- | ---------- | ---------- | ---------- | ---- | ---- | ---- | ------ | ------ | ------ |
| 1   | Estados Unidos | 0   | 0     | 0     | 0     | 0          | 0          | 0          | 0          | 0          | 0          | 0    | 0    | MAX  | 0      | 0      | MAX    |
| 1   | Cuba           | 0   | 0     | 0     | 0     | 0          | 0          | 0          | 0          | 0          | 0          | 0    | 0    | MAX  | 0      | 0      | MAX    |
| 1   | Portugal       | 0   | 0     | 0     | 0     | 0          | 0          | 0          | 0          | 0          | 0          | 0    | 0    | MAX  | 0      | 0      | MAX    |
| 1   | Colômbia       | 0   | 0     | 0     | 0     | 0          | 0          | 0          | 0          | 0          | 0          | 0    | 0    | MAX  | 0      | 0      | MAX    |

| Data   | Hora  |                | Placar |          | Set 1 | Set 2 | Set 3 | Set 4 | Set 5 | Total | Relatório |
| ------ | ----- | -------------- | ------ | -------- | ----- | ----- | ----- | ----- | ----- | ----- | --------- |
| 13 set | 10:00 | Estados Unidos | –      | Colômbia | –     | –     | –     |       |       | 0–0   | Relatório |
| 13 set | 13:30 | Cuba           | –      | Portugal | –     | –     | –     |       |       | 0–0   | Relatório |
| 15 set | 10:00 | Cuba           | –      | Colômbia | –     | –     | –     |       |       | 0–0   | Relatório |
| 15 set | 21:00 | Estados Unidos | –      | Portugal | –     | –     | –     |       |       | 0–0   | Relatório |
| 17 set | 10:00 | Portugal       | –      | Colômbia | –     | –     | –     |       |       | 0–0   | Relatório |
| 17 set | 17:30 | Estados Unidos | –      | Cuba     | –     | –     | –     |       |       | 0–0   | Relatório |

### Grupo E
|     |           |     | Jogos | Jogos | Jogos | Resultados | Resultados | Resultados | Resultados | Resultados | Resultados | Sets | Sets | Sets | Pontos | Pontos | Pontos |
| Pos | Equipe    | Pts | T     | V     | D     | 3–0        | 3–1        | 3–2        | 2–3        | 1–3        | 0–3        | V    | P    | R    | V      | P      | R      |
| --- | --------- | --- | ----- | ----- | ----- | ---------- | ---------- | ---------- | ---------- | ---------- | ---------- | ---- | ---- | ---- | ------ | ------ | ------ |
| 1   | Eslovênia | 0   | 0     | 0     | 0     | 0          | 0          | 0          | 0          | 0          | 0          | 0    | 0    | MAX  | 0      | 0      | MAX    |
| 1   | Alemanha  | 0   | 0     | 0     | 0     | 0          | 0          | 0          | 0          | 0          | 0          | 0    | 0    | MAX  | 0      | 0      | MAX    |
| 1   | Bulgária  | 0   | 0     | 0     | 0     | 0          | 0          | 0          | 0          | 0          | 0          | 0    | 0    | MAX  | 0      | 0      | MAX    |
| 1   | Chile     | 0   | 0     | 0     | 0     | 0          | 0          | 0          | 0          | 0          | 0          | 0    | 0    | MAX  | 0      | 0      | MAX    |

| Data   | Hora  |           | Placar |          | Set 1 | Set 2 | Set 3 | Set 4 | Set 5 | Total | Relatório |
| ------ | ----- | --------- | ------ | -------- | ----- | ----- | ----- | ----- | ----- | ----- | --------- |
| 13 set | 17:30 | Alemanha  | –      | Bulgária | –     | –     | –     |       |       | 0–0   | Relatório |
| 13 set | 21:00 | Eslovênia | –      | Chile    | –     | –     | –     |       |       | 0–0   | Relatório |
| 15 set | 13:30 | Alemanha  | –      | Chile    | –     | –     | –     |       |       | 0–0   | Relatório |
| 15 set | 17:30 | Eslovênia | –      | Bulgária | –     | –     | –     |       |       | 0–0   | Relatório |
| 17 set | 13:30 | Bulgária  | –      | Chile    | –     | –     | –     |       |       | 0–0   | Relatório |
| 17 set | 21:00 | Eslovênia | –      | Alemanha | –     | –     | –     |       |       | 0–0   | Relatório |

### Grupo F
|     |         |     | Jogos | Jogos | Jogos | Resultados | Resultados | Resultados | Resultados | Resultados | Resultados | Sets | Sets | Sets | Pontos | Pontos | Pontos |
| Pos | Equipe  | Pts | T     | V     | D     | 3–0        | 3–1        | 3–2        | 2–3        | 1–3        | 0–3        | V    | P    | R    | V      | P      | R      |
| --- | ------- | --- | ----- | ----- | ----- | ---------- | ---------- | ---------- | ---------- | ---------- | ---------- | ---- | ---- | ---- | ------ | ------ | ------ |
| 1   | Itália  | 0   | 0     | 0     | 0     | 0          | 0          | 0          | 0          | 0          | 0          | 0    | 0    | MAX  | 0      | 0      | MAX    |
| 1   | Ucrânia | 0   | 0     | 0     | 0     | 0          | 0          | 0          | 0          | 0          | 0          | 0    | 0    | MAX  | 0      | 0      | MAX    |
| 1   | Bélgica | 0   | 0     | 0     | 0     | 0          | 0          | 0          | 0          | 0          | 0          | 0    | 0    | MAX  | 0      | 0      | MAX    |
| 1   | Argélia | 0   | 0     | 0     | 0     | 0          | 0          | 0          | 0          | 0          | 0          | 0    | 0    | MAX  | 0      | 0      | MAX    |

| Data   | Hora  |         | Placar |         | Set 1 | Set 2 | Set 3 | Set 4 | Set 5 | Total | Relatório |
| ------ | ----- | ------- | ------ | ------- | ----- | ----- | ----- | ----- | ----- | ----- | --------- |
| 14 set | 14:00 | Ucrânia | –      | Bélgica | –     | –     | –     |       |       | 0–0   | Relatório |
| 14 set | 21:30 | Itália  | –      | Argélia | –     | –     | –     |       |       | 0–0   | Relatório |
| 16 set | 14:00 | Ucrânia | –      | Argélia | –     | –     | –     |       |       | 0–0   | Relatório |
| 16 set | 21:30 | Itália  | –      | Bélgica | –     | –     | –     |       |       | 0–0   | Relatório |
| 18 set | 14:00 | Bélgica | –      | Argélia | –     | –     | –     |       |       | 0–0   | Relatório |
| 18 set | 21:30 | Itália  | –      | Ucrânia | –     | –     | –     |       |       | 0–0   | Relatório |

### Grupo G
|     |         |     | Jogos | Jogos | Jogos | Resultados | Resultados | Resultados | Resultados | Resultados | Resultados | Sets | Sets | Sets | Pontos | Pontos | Pontos |
| Pos | Equipe  | Pts | T     | V     | D     | 3–0        | 3–1        | 3–2        | 2–3        | 1–3        | 0–3        | V    | P    | R    | V      | P      | R      |
| --- | ------- | --- | ----- | ----- | ----- | ---------- | ---------- | ---------- | ---------- | ---------- | ---------- | ---- | ---- | ---- | ------ | ------ | ------ |
| 1   | Japão   | 0   | 0     | 0     | 0     | 0          | 0          | 0          | 0          | 0          | 0          | 0    | 0    | MAX  | 0      | 0      | MAX    |
| 1   | Canadá  | 0   | 0     | 0     | 0     | 0          | 0          | 0          | 0          | 0          | 0          | 0    | 0    | MAX  | 0      | 0      | MAX    |
| 1   | Turquia | 0   | 0     | 0     | 0     | 0          | 0          | 0          | 0          | 0          | 0          | 0    | 0    | MAX  | 0      | 0      | MAX    |
| 1   | Líbia   | 0   | 0     | 0     | 0     | 0          | 0          | 0          | 0          | 0          | 0          | 0    | 0    | MAX  | 0      | 0      | MAX    |

| Data   | Hora  |         | Placar |         | Set 1 | Set 2 | Set 3 | Set 4 | Set 5 | Total | Relatório |
| ------ | ----- | ------- | ------ | ------- | ----- | ----- | ----- | ----- | ----- | ----- | --------- |
| 13 set | 10:30 | Canadá  | –      | Líbia   | –     | –     | –     |       |       | 0–0   | Relatório |
| 13 set | 14:00 | Japão   | –      | Turquia | –     | –     | –     |       |       | 0–0   | Relatório |
| 15 set | 10:30 | Turquia | –      | Líbia   | –     | –     | –     |       |       | 0–0   | Relatório |
| 15 set | 14:00 | Japão   | –      | Canadá  | –     | –     | –     |       |       | 0–0   | Relatório |
| 17 set | 14:00 | Canadá  | –      | Turquia | –     | –     | –     |       |       | 0–0   | Relatório |
| 17 set | 21:30 | Japão   | –      | Líbia   | –     | –     | –     |       |       | 0–0   | Relatório |

### Grupo H
|     |         |     | Jogos | Jogos | Jogos | Resultados | Resultados | Resultados | Resultados | Resultados | Resultados | Sets | Sets | Sets | Pontos | Pontos | Pontos |
| Pos | Equipe  | Pts | T     | V     | D     | 3–0        | 3–1        | 3–2        | 2–3        | 1–3        | 0–3        | V    | P    | R    | V      | P      | R      |
| --- | ------- | --- | ----- | ----- | ----- | ---------- | ---------- | ---------- | ---------- | ---------- | ---------- | ---- | ---- | ---- | ------ | ------ | ------ |
| 1   | Brasil  | 0   | 0     | 0     | 0     | 0          | 0          | 0          | 0          | 0          | 0          | 0    | 0    | MAX  | 0      | 0      | MAX    |
| 1   | Sérvia  | 0   | 0     | 0     | 0     | 0          | 0          | 0          | 0          | 0          | 0          | 0    | 0    | MAX  | 0      | 0      | MAX    |
| 1   | Chéquia | 0   | 0     | 0     | 0     | 0          | 0          | 0          | 0          | 0          | 0          | 0    | 0    | MAX  | 0      | 0      | MAX    |
| 1   | China   | 0   | 0     | 0     | 0     | 0          | 0          | 0          | 0          | 0          | 0          | 0    | 0    | MAX  | 0      | 0      | MAX    |

| Data   | Hora  |         | Placar |         | Set 1 | Set 2 | Set 3 | Set 4 | Set 5 | Total | Relatório |
| ------ | ----- | ------- | ------ | ------- | ----- | ----- | ----- | ----- | ----- | ----- | --------- |
| 14 set | 17:30 | Sérvia  | –      | Chéquia | –     | –     | –     |       |       | 0–0   | Relatório |
| 14 set | 21:00 | Brasil  | –      | China   | –     | –     | –     |       |       | 0–0   | Relatório |
| 16 set | 10:00 | Brasil  | –      | Chéquia | –     | –     | –     |       |       | 0–0   | Relatório |
| 16 set | 21:00 | Sérvia  | –      | China   | –     | –     | –     |       |       | 0–0   | Relatório |
| 18 set | 10:00 | Brasil  | –      | Sérvia  | –     | –     | –     |       |       | 0–0   | Relatório |
| 18 set | 21:00 | Chéquia | –      | China   | –     | –     | –     |       |       | 0–0   | Relatório |

## Fase final
|  | Oitavas de final | Oitavas de final |                |  | Quartas de final | Quartas de final |  |  | Semifinais | Semifinais |  |  | Final | Final |
|  |                  |                  |                |  |                  |                  |  |  |            |            |  |  |       |       |
|  | 23 de setembro   |                  |                |  |                  |                  |  |  |            |            |  |  |       |       |
|  |                  |                  |                |  |                  |                  |  |  |            |            |  |  |       |       |
|  |                  |                  |                |  |                  |                  |  |  |            |            |  |  |       |       |
|  | 25 de setembro   |                  |                |  |                  |                  |  |  |            |            |  |  |       |       |
|  |                  |                  |                |  |                  |                  |  |  |            |            |  |  |       |       |
|  |                  |                  |                |  |                  |                  |  |  |            |            |  |  |       |       |
|  | 23 de setembro   |                  |                |  |                  |                  |  |  |            |            |  |  |       |       |
|  |                  |                  |                |  |                  |                  |  |  |            |            |  |  |       |       |
|  |                  |                  |                |  |                  |                  |  |  |            |            |  |  |       |       |
|  |                  |                  | 27 de setembro |  |                  |                  |  |  |            |            |  |  |       |       |
|  |                  |                  |                |  |                  |                  |  |  |            |            |  |  |       |       |
|  |                  |                  |                |  |                  |                  |  |  |            |            |  |  |       |       |
|  | 22 de setembro   |                  |                |  |                  |                  |  |  |            |            |  |  |       |       |
|  |                  |                  |                |  |                  |                  |  |  |            |            |  |  |       |       |
|  |                  |                  |                |  |                  |                  |  |  |            |            |  |  |       |       |
|  | 25 de setembro   |                  |                |  |                  |                  |  |  |            |            |  |  |       |       |
|  |                  |                  |                |  |                  |                  |  |  |            |            |  |  |       |       |
|  |                  |                  |                |  |                  |                  |  |  |            |            |  |  |       |       |
|  | 22 de setembro   |                  |                |  |                  |                  |  |  |            |            |  |  |       |       |
|  |                  |                  |                |  |                  |                  |  |  |            |            |  |  |       |       |
|  |                  |                  |                |  |                  |                  |  |  |            |            |  |  |       |       |
|  |                  |                  | 28 de setembro |  |                  |                  |  |  |            |            |  |  |       |       |
|  |                  |                  |                |  |                  |                  |  |  |            |            |  |  |       |       |
|  |                  |                  |                |  |                  |                  |  |  |            |            |  |  |       |       |
|  | 20 de setembro   |                  |                |  |                  |                  |  |  |            |            |  |  |       |       |
|  |                  |                  |                |  |                  |                  |  |  |            |            |  |  |       |       |
|  |                  |                  |                |  |                  |                  |  |  |            |            |  |  |       |       |
|  | 24 de setembro   |                  |                |  |                  |                  |  |  |            |            |  |  |       |       |
|  |                  |                  |                |  |                  |                  |  |  |            |            |  |  |       |       |
|  |                  |                  |                |  |                  |                  |  |  |            |            |  |  |       |       |
|  | 20 de setembro   |                  |                |  |                  |                  |  |  |            |            |  |  |       |       |
|  |                  |                  |                |  |                  |                  |  |  |            |            |  |  |       |       |
|  |                  |                  |                |  |                  |                  |  |  |            |            |  |  |       |       |
|  |                  |                  | 27 de setembro |  |                  |                  |  |  |            |            |  |  |       |       |
|  |                  |                  |                |  |                  |                  |  |  |            |            |  |  |       |       |
|  |                  |                  |                |  |                  |                  |  |  |            |            |  |  |       |       |
|  | 21 de setembro   |                  |                |  |                  |                  |  |  |            |            |  |  |       |       |
|  |                  |                  |                |  | Terceiro lugar   |                  |  |  |            |            |  |  |       |       |
|  |                  |                  |                |  |                  |                  |  |  |            |            |  |  |       |       |
|  | 24 de setembro   | 24 de setembro   |                |  | 28 de setembro   | 28 de setembro   |  |  |            |            |  |  |       |       |
|  | 24 de setembro   | 24 de setembro   |                |  | 28 de setembro   | 28 de setembro   |  |  |            |            |  |  |       |       |
|  |                  |                  |                |  |                  |                  |  |  |            |            |  |  |       |       |
|  | 21 de setembro   |                  |                |  |                  |                  |  |  |            |            |  |  |       |       |
|  |                  |                  |                |  |                  |                  |  |  |            |            |  |  |       |       |
|  |                  |                  |                |  |                  |                  |  |  |            |            |  |  |       |       |
|  |                  |                  |                |  |                  |                  |  |  |            |            |  |  |       |       |
|  |                  |                  |                |  |                  |                  |  |  |            |            |  |  |       |       |
|  |                  |                  |                |  |                  |                  |  |  |            |            |  |  |       |       |

### Oitavas de final
| Data   | Hora |  | Placar |  | Set 1 | Set 2 | Set 3 | Set 4 | Set 5 | Total | Relatório |
| ------ | ---- |  | ------ |  | ----- | ----- | ----- | ----- | ----- | ----- | --------- |
| 20 set |      |  | –      |  | –     | –     | –     |       |       | 0–0   | Relatório |
| 20 set |      |  | –      |  | –     | –     | –     |       |       | 0–0   | Relatório |
| 21 set |      |  | –      |  | –     | –     | –     |       |       | 0–0   | Relatório |
| 21 set |      |  | –      |  | –     | –     | –     |       |       | 0–0   | Relatório |
| 22 set |      |  | –      |  | –     | –     | –     |       |       | 0–0   | Relatório |
| 22 set |      |  | –      |  | –     | –     | –     |       |       | 0–0   | Relatório |
| 23 set |      |  | –      |  | –     | –     | –     |       |       | 0–0   | Relatório |
| 23 set |      |  | –      |  | –     | –     | –     |       |       | 0–0   | Relatório |

### Quartas de final
| Data   | Hora |  | Placar |  | Set 1 | Set 2 | Set 3 | Set 4 | Set 5 | Total | Relatório |
| ------ | ---- |  | ------ |  | ----- | ----- | ----- | ----- | ----- | ----- | --------- |
| 24 set |      |  | –      |  | –     | –     | –     |       |       | 0–0   | Relatório |
| 24 set |      |  | –      |  | –     | –     | –     |       |       | 0–0   | Relatório |
| 25 set |      |  | –      |  | –     | –     | –     |       |       | 0–0   | Relatório |
| 25 set |      |  | –      |  | –     | –     | –     |       |       | 0–0   | Relatório |

### Semifinais
| Data   | Hora |  | Placar |  | Set 1 | Set 2 | Set 3 | Set 4 | Set 5 | Total | Relatório |
| ------ | ---- |  | ------ |  | ----- | ----- | ----- | ----- | ----- | ----- | --------- |
| 27 set |      |  | –      |  | –     | –     | –     |       |       | 0–0   | Relatório |
| 27 set |      |  | –      |  | –     | –     | –     |       |       | 0–0   | Relatório |

### Terceiro lugar
| Data   | Hora |  | Placar |  | Set 1 | Set 2 | Set 3 | Set 4 | Set 5 | Total | Relatório |
| ------ | ---- |  | ------ |  | ----- | ----- | ----- | ----- | ----- | ----- | --------- |
| 28 set |      |  | –      |  | –     | –     | –     |       |       | 0–0   | Relatório |

### Final
| Data   | Hora |  | Placar |  | Set 1 | Set 2 | Set 3 | Set 4 | Set 5 | Total | Relatório |
| ------ | ---- |  | ------ |  | ----- | ----- | ----- | ----- | ----- | ----- | --------- |
| 28 set |      |  | –      |  | –     | –     | –     |       |       | 0–0   | Relatório |